# سعد الدوسری
سعد الدوسری (انگلیسی: Saad Al-Dosari؛ ۱۷ ژوئن ۱۹۷۷ – ۳۰ دسامبر ۲۰۰۴) یک بازیکن فوتبال اهل عربستان سعودی بود.
از باشگاه‌هایی که در آن بازی کرده‌است می‌توان به الاهلی عربستان، الهلال عربستان اشاره کرد.

## تیم ملی
وی همچنین در تیم ملی فوتبال عربستان سعودی بازی کرده است.

## وفات
در ۳۰ دسامبر ۲۰۰۴ ، وی براثر سانحه تصادف از دنیا رفت.